# Wolfgang Maennig
Wolfgang Maennig (født 12. februar 1960 i Vestberlin, Vesttyskland) er en tysk økonom og tidligere roer samt olympisk guldvinder.
Maennig skulle egentlig have deltaget i OL 1980 i Moskva, men da Vesttyskland var et af de lande, der boykottede legene, blev det ikke til noget. I de følgende år vandt han flere vesttyske mesterskaber i firer med styrmand, og i 1984 var han med i den vesttyske firer med styrmand, der blev nummer seks.
Efter legene i 1984 begyndte han at ro otter, og han blev vesttysk mester i denne båd i 1987 og 1988, men roede også stadig firer med styrmand og blev ligeledes vesttysk mester i denne bådtype i 1988.
Han var imidlertid med i otteren ved OL 1988 i Seoul, hvor tyskerne ikke var blandt favoritterne. De overraskede dog i indledende runde ved at vinde deres heat med mere end halvandet sekunds forspring til de øvrige deltagere. I finalen tog de hurtigt føringen og gav aldrig slip på den igen. I mål var de næsten to sekunder foran de øvrige deltagere, hvor Sovjetunionen akkurat sikrede sig sølvet foran USA. De øvrige i den vesttyske vinderbåd var Eckhardt Schultz, Bahne Rabe, Ansgar Wessling, Matthias Mellinghaus, Thomas Möllenkamp, Thomas Domian, Armin Eichholz og styrmand Manfred Klein.
I sit civile liv var Maennig økonom og blev professor i dette fag ved Business and Information Technology School i Berlin, senere ved Universität Hamburg, hvor han også blev dekan. Han har udgivet en række forskningsartikler om udenrigshandel, og han skrev økonomiske rapporter om de tyske bud på afholdelse af OL 2000 i Berlin, OL 2012 i Leipzig, vinter-OL 2018 i München og VM i atletik 2009 i Berlin, fire bud, der ikke vandt. I 1989 var han en af grundlæggerne af det tyske antidoping-agentur, og i 1995-2001 var han præsident i det tyske roforbund. Han har modtaget den Olympiske Orden i 1999.

## OL-medaljer
- 1988:  Guld i otter